# Berlancourt, Oise

Berlancourt este o comună în departamentul Oise, Franța. În 1 ianuarie 2022 avea o populație de 316 de locuitori.